# Henry de Huntingdon
Henry de Huntingdon (en llatí: Henricus Huntindoniensis; c. 1088 – c. 1157), fou un historiador anglès del segle xii, famós per la seva Historia Anglorum, escrita en llatí, considerada la font documental més important sorgida de la ploma d'un clergue secular. Va ser també arxidiaca de Huntingdon. Els pocs detalls que es coneixen sobre la seva vida procedeixen dels seus treballs i d'alguns registres oficials. Es va formar en la cort benestant de Robert Bloet de Lincoln, qui va ser el seu promotor i bisbe.
A petició del successor de Bloet, Alexander de Lincoln, Henry va començar a escriure la història d'Anglaterra, que va estar enllestida el 1129.

## Vida
Henry va néixer vers l'any 1088 i va morir al voltant del 1157. Va succeir al seu pare Nicholas com a arxidiaca de la diòcesi de Lincoln l'any 1110. No es conserva correspondència d'ell ni cap anècdota. La seva biografia depèn d'unes poques dades disperses entre les seves obres i d'alguns llocs on va deixar la seva signatura en compliment dels seus deures. Es desconeix la identitat de la seva mare. El seu pare era un escrivent que portava els assumptes oficials de la diòcesi de Huntingdon, i devia tenir prou influència amb el bisbe, ja que va aconseguir que el seu fill el succeís en el càrrec d'arxidiaca quan encara no havia arribat als trenta anys. Nicholas va ser canonge de Lincoln durant uns trenta anys fins a la seva mort el 1110.
De jove va viure a la cort episcopal de Robert Bloet de Lincoln on va créixer i es va educar envoltat de comoditats. La seva primera educació li va donar una actitud positiva cap al món, però en els últims anys va aprendre a sentir una certa desconfiança o ressentiment envers el menyspreable món (contemptus mundi), un sentiment que es denota en gran part de la seva obra literària de maduresa. El successor del bisbe Bloet, Alexander de Lincoln, va reconèixer l'aptitud de Henry per a negociar i li va confiar més d'una vegada assumptes importants, tot i que queda clar que qui més el va ajudar a prosperar va ser el bisbe Bloet. Va ser a petició del bisbe Alexander que Henry va començar a escriure la Historia Anglorum . El pròleg d'aquest llibre, que anava dedicat al bisbe Alexander, estava escrit en un estil florit i dens d'alta qualitat, probablement per a lluir de la seva capacitat lingüística, abans de quedar en segon pla i citar els cronistes anteriors en què s'havia basat, una manera de defensar la seva imparcialitat i alhora exhibir el seu talent.
Amb els anys el seu menyspreu pel món va créixer i va ser l'ànima de la seva obra literària i el centre de la seva vida espiritual. Al llarg dels seus viatges va començar a adonar-se que les persones estaven més preocupades de les pròpies pertinences que d'ells mateixos. Això el va portar a escriure un llarg poema titulat De contemptu visibilum.
En conjunt, l'escassa informació sobre ell és concreta i alhora suggeridora, ens dona pistes sobre un tipus de vida per sota dels primers rangs de propietat i d'un talent en una edat de reticència personal. En un text esmenta Lanfranc dient que «va ser famós en els nostres temps», la qual cosa situa la data de naixement de Henry uns pocs anys abans del 1089, l'any en què Lanfranc va morir. La seva Historia Anglorum va estar enllestida el 1154, amb la promesa d'escriure un altre llibre on inclouria el nou regnat; però com que aquest llibre no el va fer, es creu que Henry va morir poc després.

## Obres

### Historia Anglorum
La seva obra més destacada és Historia Anglorum. El bisbe Alexander li va demanar que escrivís una història que expliqués com es va formar el regne d'Anglaterra i que acabés amb l'arribada d'Enric II al poder l'any 1154. Es creu que la primera edició va sortir l'any 1129 i la segona el 1135, acabant la narració amb l'arribada al tron d'Enric I. Va tornar a editar-la amb contingut afegit a mesura que anaven passant els anys, la darrera versió, que va sortir l'any 1154 se suposa que acabava amb la mort del rei Esteve, de manera que la història quedava organitzada en vuit llibres. Hi ha alguns indicis que fan pensar que Henry no tenia intenció d'aturar-se aquí sinó que volia afegir un altre llibre a la sèrie que hauria tractat sobre els cinc primers anys del regnat d'Enric II. Aquest darrer llibre no el va arribar a escriure, Henry de Huntingdon tindria almenys setanta anys quan el rei va pujar al tron i l'escriptor va morir poc després.
Henry devia parar orella a tot el que passava i es comentava, ja que explica detalls que són el toc d'entreteniment, potser extrets de les contalles del seu temps i enriquits amb la seva imaginació. C. Warren Hollister posa com a exemple l'anècdota del rei Canut que es va sentir frustrat per no poder fer que les ones l'obeïssin, o la del rei Enric I i les llamprees.  Aquests passatges van popularitzar la seva obra i devia ser molt llegida, ja que les anècdotes que descriu s'han fet molt conegudes. Se'n conserven vint-i-cinc manuscrits.
La va imprimir per primera vegada sir Henry Savile el 1596 dins la miscel·lània històrica titulada Rerum Anglicarum Scriptores post Bedam praecipui.
Les fonts documentals que va fer servir van ser:
- Beda, Historia Ecclesiastica, per als anys anteriors al 731.
- Historia Brittonum (còpia del Vaticà).
- Pau Diaca, Historia Romana, Eutropi, Sext Aureli Víctor, per narrar l'època en què la Gran Bretanya va formar part de l'Imperi Romà.
- Les obres de sant Jeroni i de Gregori el Gran.
- Vides de sants, en especial per fer el llibre 9 i narrar la cristianització de Britànnia.
- Versions de la Crònica anglosaxona com els manuscrits C i E. D'aquí va agafar el poema sobre Brunanburh, que va traduir al llatí.
- Una versió ara perduda de la Crònica anglosaxona, que va compartir amb John de Worcester. Aquesta versió contenia relats de batalles amb detalls valuosos sobre les invasions saxones de la Gran Bretanya que ja només es conserven en la historia de Henry.
- Antics poemes en anglès, que va traduir al llatí, entre els quals està la llegenda del rei Canut i les ones i material sobre Siward, comte de Northúmbria.
- Cançons en francès antic, que van aportar informació per al període dels reis normands.

### Altres obres
Henry es va distingir en la seva joventut component poesia, en total va escriure vuit llibres d'epigrames, vuit llibres de poemes d'amor i els anomenats Anglicanus ortus, que són vuit llibres sobre medecina en què parla sobre herbes, espècies i gemmes. Només dos dels llibres d'epigrames i la col·lecció de medicina han sobreviscut als nostres dies, l'autoria de l'Anglicanus ortus es va identificar en temps moderns. D'aquesta col·lecció de medicina s'han publicat els llibres 1–6 (sobre herbes i espècies) amb el títol Anglicanus ortus: a Verse Herbal of the Twelfth Century i els llibres 7–8 (sogre gemmes) amb el títol Henry of Huntingdon's lapidary rediscovered and his Anglicanus ortus reassembled ambdós editats per Winston Black. Henry va escriure una epístola adreçada a Enric I informant-lo sobre la successió de reis i emperadors estrangers fins als seus temps, i una altra a un home dit Warin que conté una llista dels antics reis de Bretanya des de Brutus fins a Cadwaladr. La informació per a aquesta llista la va obtenir d'un monjo quan va estar de visita a l'abadia de Bec, on tenien els escrits de Geoffrey de Monmouth.
La seva millor epístola la va fer dedicada a un amic i company de la diòcesi Lincoln, Walter de Leicester, quan aquest va morir, titulada De contemptu mundi que data del 1135.

## Valoració
La contribució que Henry de Huntingdon va aportar a la història no es basa només en la Historia Anglorum sinó també en les epístoles. Tots aquests escrits ofereixen una visió interior a les ments dels qui van viure al segle xii i serveixen per il·lustrar com els historiadors de l'època narrada es relacionaven amb els seus iguals. El llegat de Henry consisteix en la seva pròpia contribució a la història d'Anglaterra i en el conjunt de pensaments i idees que afegeix, des dels quals obre una valuosa perspectiva sobre la manera de pensar del seu temps.